# Platypalpus pseudomaculipes
Platypalpus pseudomaculipes är en tvåvingeart som först beskrevs av Gabriel Strobl 1899.  Platypalpus pseudomaculipes ingår i släktet Platypalpus och familjen puckeldansflugor. Inga underarter finns listade i Catalogue of Life.